# R-6 (航空機)
R-6
Tupolev R-6 多用途機
- 用途：多用途機
- 設計者：TsAGI
- 製造者：ツポレフ
- 運用者：ソ連空軍 [1] 
 アエロフロート[1] 
 アヴィアアークティカ[1]
- 初飛行：1929年10月20日[1]
- 生産数：411機[1]
- 生産開始：1931-1934年[1]
- 運用開始：1930年代
- 退役：1941年
- 運用状況：退役

ツポレフ R-6（Rは偵察機を意味する”razvedchik”の頭文字）はソビエト連邦の偵察機兼護衛戦闘機である。ツポレフ ANT-7の名でも知られる。R-6の起源は1928年初頭にソ連空軍が長距離多目的航空機を求めたことに遡ることができる。その要求は長距離輸送、防御的哨戒、偵察、軽爆撃、雷撃ができることだった。

## 設計と開発
イヴァン・ポゴススキーの下で、またアンドレイ・ツポレフの指導の下、TsAGIはANT-7をTB-1を3分の2に縮小することによって開発した。
ANT-7のエンジンは2機の388 kW (520 hp) – 455 kW (610 hp)のイスパノスイザエンジンとする予定だったが、試作機は2機の373 kW (500 hp) – 529 kW (709 hp) BMW VIエンジンを搭載した。
ANT-7の初飛行は1929年9月11日にミハイル・グロモフの操縦によって行われた。TsAGIの決定により飛行試験は冬が終わるまで延期され、1930年の5月から開始された。同年の夏、NII-VVS (Nauchno-Issledovatel'skiy Institut Voyenno-Vozdooshnykh Seel – 空軍科学試験機構)によって行われた試験では水平尾翼の振動問題が判明したが、これは昇降舵を拡大することによって緩和された。次の飛行ではラジエーターの損傷とエンジンの故障が発生したが、それにもかかわらず、ANT-7は受領試験を通過した。

## 運用
量産機はソ連空軍によってR-6の名称を与えられ、最初の量産機は1931年11月にGAZ-22 (GAZ – Gosudarstvenny Aviatsionnyy Zavod – 国家航空機工場)で完成された後、1年後に量産が開始された。その後の3年間で410機が製造され、そのうち385機がモスクワのGAZ-22で（そのうち1機はR-6 リムジンだった）、5機がタガンロクのGAZ-31で（水上機型のKR-6P）、20機と少しがコムソモリスク・ナ・アムーレのGAZ-12で製造された。
R-6の標準的な搭乗員は操縦士と銃手、観測員からなり、113.4 kgの爆弾を搭載して965.6 kmを飛行することができた。いくつかの機体はフロートを装備したMP-6（KR-6Pとしても知られる）として生産され、海上哨戒任務に充てられた。他の派生型にはKR-6 (KR – Kreiser Razveyedchik – 巡航偵察機)があり、これは2丁のPV-2機関銃ともう1人の銃手を搭載したが、後に訓練用途に退けられた。
1935年にはR-6は時代遅れになっていたため、いくつかの機体はアエロフロートとアヴィア・アークティカに移譲され、独ソ戦以前にはPS-7-2M17 ("2M17" は2機のミクーリン M-17を搭載していたことを表す)や、水上機型はMP-6-2M17の名称で、シベリアで旅客機と輸送機として使用された。

## 派生型
出典: The Osprey Encyclopedia of Russian Aircraft 1875–1995
ANT-7
OKBによる計画・試作名称。2機の544.4 kW (730 hp) BMW VI V-12エンジンを搭載していた。
R-6
(RはRazvyedchik、偵察機) 2機の544.4 kW (730 hp) ミクーリン M-17F V-12エンジンを搭載した偵察機型。1929年に初飛行し、1930年に試験された。
KR-6(KRは Kreiser Razvyedchik 巡航偵察機)護衛戦闘機型で、2機の507.1 kW (680 hp) ミクーリン M-17 V-12エンジン、2門のPV-2機関銃ともう1人の銃手を搭載した。1934年。
KR-6P
MR-6水上機型のもう1つの名称。
MP-6'2M-17
(Morskoj Paassazhirskii – 海上旅客機) 民間水上機型で、2機の507.1 kW (680 hp) ミクーリン M-17 V-12エンジンを搭載していた。
MR-6(Morskoj razvyedchik – 海上偵察機) R-6の雷撃機型。1932年。
PS-72M17(Paassazhirskii – 旅客機) 民間輸送機型で、輸送と旅客用途に使用された。最初の型は開放型コックピットで、1つの型は閉鎖型コクピットだった。
P-6(Paassazhirskii – 旅客機) 民間の輸送・旅客機型。
R-6 リムジン
9席の民間航空機型で、閉鎖式コクピットとガラス窓と荷物収納部のある7席のキャビンを備えていた。2機の544.4 kW (730 hp) BMW VI V-12エンジンを搭載していた。1933年7月に初飛行したが、唯一のR-6Lは1933年9月5日に整備ミスにより墜落した。

## 運用者
軍用機型
 ソビエト連邦
- ソ連空軍
- ソ連海軍

民間機型
 ソビエト連邦
- アエロフロート
- アヴィア・アークティカ

## 事故・事件
- 1941年6月23日：極東建設総局（ダリストロイ）のPS-7がチョクルダフから離陸する際に、左フロートが水中の木材に衝突する事故が起きた。機内の5名は生存していたが、機体は大破した。[2]
- 1943年8月19日：極東建設総局（ダリストロイ）のPS-7がズイリャンカから離陸する際に乗員の過失による荷物の不適切な搭載を原因とした事故が発生した。機上の12人はすべて生存していたが、機体は大破した。[3]

## 要目 (R-6)
出典: The Osprey Encyclopedia of Russian Aircraft 1875 – 1995
諸元
- 乗員: 4
- 全長: 15.06 m
- 全高:
- 翼幅: 23.2 m
- 翼面積: 80 m2
- 空虚重量: 3,856 kg
- 運用時重量: 6,472 kg
- 動力: ミクーリン M-17F V-12 水冷ピストンエンジン、540 kW （720 hp）   × 2

性能
- 最大速度: 230 km/h（海面高度）  216 km/h（高度3,000m）
- 航続距離: 800 km
- 実用上昇限度: 5,620 m
- 上昇率: 2.7 m/min
- 翼面荷重: 81 kg/m2
- 馬力荷重（プロペラ）: 0.170 kW/kg

武装
- 固定武装: 7.7 mm PV-2機関銃 1丁

## 参照
1. 1 2 3 4 5 6 7 8 9  Gunston, Bill (1995). The Osprey Encyclopedia of Russian Aircraft 1875 – 1995. London: Osprey Publishing. pp. 324–325. ISBN 1 85532 405 9
2. ↑  “ru:Авария ПС-7 авиаотряда Дальстроя НКВД СССР в Чокурдахе” [Accident PS-7 Dalstroi Aviation near Chokurdakh] (Russian).   airdisaster.ru. 2014年11月13日閲覧。
3. ↑  “ru:Авария ПС-7 авиаотряда Дальстроя НКВД СССР в Зырянке” [Accident PS-7 Dalstroi Aviation near Zyrianka] (Russian).   airdisaster.ru. 2014年11月13日閲覧。

- Duffy, Paul and Andrei Kandalov. (1996) Tupolev The Man and His aircraft. Warrendale, PA: Society of Automotive Engineers.
- The initial version of this article was based on material from Aviation.ru. It has been released under the GFDL by the copyright holder.